# Frankie Ferrari
Frankie Ferrari (Burlingame, 20 dicembre 1995) è un ex cestista e allenatore di pallacanestro statunitense con cittadinanza italiana.